# فلاديمير تشوروفيتش
فلاديمير تشوروفيتش (بالصربية: Владимир Ћоровић)‏ (27 أكتوبر 1885 - 12 أبريل 1941) مؤرخ صربي وأستاذ جامعي ومؤلف وأكاديمي. اهتم في معظم مؤلفاته، التي تجاوزت الألف، بالحديث عن تاريخ انتفاضة الصرب والبوسنة ويوغوسلافيا والهرسك وهي تعد مراجع نهائية حول هذا الموضوع.  

## روابط خارجية
- فلاديمير سوروفيتش - السيرة الذاتية باللغة الصربية
- المكتبة الإلكترونية للأعمال المجمعة لفلاديمير سوروفيتش ( باللغة الصربية )